# 小林泰三
小林 泰三（こばやし やすみ、1962年8月7日 - 2020年11月23日）は、日本の小説家、SF作家、ホラー作家、推理作家。

## 経歴・人物
京都府生まれ。洛南高等学校、大阪大学基礎工学部卒業。大阪大学大学院基礎工学研究科修士課程修了。三洋電機ニューマテリアル研究所で開発者として勤務。日本推理作家協会、宇宙作家クラブの会員である。元日本SF作家クラブ会員。
1995年、「玩具修理者」で第2回日本ホラー小説大賞短編賞を受賞。1996年、同作を収録した短編集『玩具修理者』で単行本デビューする。同作は単行本だけで15万部を超えるベストセラーとなり、田中麗奈主演で映画化された。
2006年（第8回）と2007年（第9回）の2年間、日本SF新人賞の選考委員をつとめた。
『S-Fマガジン』2006年4月号で発表された「'06オールタイム・ベストSF」の国内短編部門で、「海を見る人」が11位に「酔歩する男」が14位に選ばれた。
同じく関西在住作家の田中啓文、牧野修、田中哲弥と合わせて「まんがカルテット」と呼ばれる。
2020年11月23日5時56分、がんのため大阪府内の病院で死去。58歳没。

## 文学賞受賞歴
- 1995年 - 「玩具修理者」で第2回日本ホラー小説大賞短編賞受賞。
- 1998年 - 「海を見る人」で第10回S-Fマガジン読者賞国内部門受賞。
- 2012年 - 『天獄と地国』で第43回星雲賞日本長編部門受賞。
- 2014年 - 『アリス殺し』で2014年啓文堂大賞（文芸書部門）受賞[13]。
- 2017年 - 『ウルトラマンF』で第48回星雲賞日本長編部門受賞。
- 2021年 - 第41回日本SF大賞功績賞受賞。

## 作品リスト

### 単行本
- 玩具修理者（1996年4月 角川書店 / 1999年4月 角川ホラー文庫）
  - 玩具修理者：『野性時代』1995年4月号
  - 酔歩する男：書き下ろし
- 人獣細工（1997年6月 角川書店 / 1999年12月 角川ホラー文庫 / 2023年4月 角川ホラー文庫）
  - 人獣細工：書き下ろし
  - 吸血狩り：書き下ろし
  - 本：書き下ろし
- 密室・殺人（1998年7月 角川書店 / 2001年6月 角川ホラー文庫 / 2014年1月 創元推理文庫）
- 肉食屋敷（1998年11月 角川書店 / 2000年9月 角川ホラー文庫 / 2023年12月 角川ホラー文庫）
  - 肉食屋敷：『S-Fマガジン』1998年9月号
  - ジャンク：『屍者の行進 異形コレクション』
  - 妻への3通の告白：『小説NON』1998年5月号
  - 獣の記憶：『小説現代 1998年5月号増刊 メフィスト』
- 奇憶（2000年10月 祥伝社文庫）
- ΑΩ（2001年6月 角川書店）
  - 【改題】ΑΩ 超空想科学怪奇譚（2004年3月 角川ホラー文庫 / 2023年8月 角川ホラー文庫）
- 海を見る人（2002年5月 早川書房 / 2005年5月 ハヤカワ文庫JA）
  - 時計の中のレンズ：『S-Fマガジン』1997年10月号
  - 独裁者の掟：『NOVEL21 少女の空間』
  - 天獄と地国：『S-Fマガジン』1999年5月号
  - キャッシュ：書き下ろし
  - 母と子と渦を旋る冒険：『S-Fマガジン』2000年2月号
  - 海を見る人：『S-Fマガジン』1998年2月号
  - 門：『S-Fマガジン』2001年2月号
- 家に棲むもの（2003年3月 角川ホラー文庫）
  - 家に棲むもの：『憑き者』
  - 食性：書き下ろし
  - 五人目の告白：『野性時代』1995年7月号
  - 肉：書き下ろし
  - 森の中の少女：『小説新潮』2000年4月号
  - 魔女の家：『小説新潮』2002年7月号
  - お祖父ちゃんの絵：書き下ろし
- 目を擦る女（2003年9月 ハヤカワ文庫JA）
  - 目を擦る女：『小説すばる』1999年12月号
  - 超限探偵Σ：『SFバカ本 天然パラダイス篇』
  - 脳喰い：『夢魔 異形コレクション』
  - 空からの風が止む時：『S-Fマガジン』2002年4月号
  - 刻印：『蚊―か―コレクション』
  - 未公開実験：書き下ろし
  - 予め決定されている明日：『S-Fマガジン』2001年8月号
- ネフィリム 超吸血幻想譚（2004年8月 角川書店 / 2007年9月 角川ホラー文庫）
- 脳髄工場（2006年3月 角川ホラー文庫）
  - 脳髄工場：書き下ろし
  - 友達：『小説non』1998年10月号
  - 停留所まで：『YOU&I SANYO』1999年5月 - 7月号
  - 同窓会：『YOU&I SANYO』1998年1月号
  - 影の国：『小説non』1997年9月号
  - 声：『YOU&I SANYO』1999年1月 - 3月号
  - C市：『秘神界 ―現代編―』
  - アルデバランから来た男：『YOU&I SANYO』2000年1月 - 11月号
  - 綺麗な子：『玩具館 異形コレクション』
  - 写真：『YOU&I SANYO』1998年11月号
  - タルトはいかが?：『血の12幻想』
- 忌憶（2007年3月 角川ホラー文庫）
  - 奇憶：『奇憶』
  - 器憶：書き下ろし
  - 垝憶：書き下ろし
- モザイク事件帳（2008年2月 創元クライム・クラブ）
  - 【改題】大きな森の小さな密室（2011年10月 創元推理文庫）
    - 大きな森の小さな密室：『ミステリーズ！』vol.03 WINTER 2003 - vol.04 SPRING 2004
    - 氷橋：『ミステリーズ！』vol.13 OCTOBER 2005
    - 自らの伝言：『ミステリーズ！』vol.15 FEBRUARY 2006
    - 更新世の殺人：『ミステリーズ！』vol.17 JUNE 2006
    - 正直者の逆説：『ミステリーズ！』vol.19 OCTOBER 2006、vol.21 FEBRUARY 2007
    - 遺体の代弁者：『ミステリーズ！』vol.23 JUNE 2007
    - 路上に放置されたパン屑の研究：書き下ろし
- 天体の回転について（2008年3月 早川書房 / 2010年9月 ハヤカワ文庫JA）
  - 天体の回転について：『S-Fマガジン』2005年2月号
  - 灰色の車輪：『S-Fマガジン』2001年11月号
  - あの日：『教室 異形コレクション』
  - 性交体験者：『SF Japan』2003年秋季号
  - 銀の舟：『YOU&I SANYO』1997年1月 - 11月号
  - 三〇〇万：『S-Fマガジン』2008年2月号
  - 盗まれた昨日：『S-Fマガジン』2007年2月号
  - 時空争奪：書き下ろし
- 臓物大展覧会（2009年3月 角川ホラー文庫）
  - プロローグ：書き下ろし
  - 透明女：書き下ろし
  - ホロ：『心霊理論 異形コレクション』
  - 少女、あるいは自動人形：『クリスピー物語』
  - 攫われて：『ミステリ・アンソロジーII 殺人鬼の放課後』
  - 釣り人：YOU&I SANYO 1999年9月 - 11月号
  - SPR：『稲生モノノケ大全 陽之巻』
  - 十番星：『Newtype』1995年11月号
  - 造られしもの：『小説すばる』2003年3月号
  - 悪魔の不在証明：書き下ろし
  - エピローグ：書き下ろし
- セピア色の凄惨（2010年2月 光文社文庫）
  - 探偵と依頼人：書き下ろし
  - 待つ女：書き下ろし
  - ものぐさ：書き下ろし
  - 安心：書き下ろし
  - 英雄：書き下ろし
  - 依頼人と探偵：書き下ろし
- 人造救世主（2010年8月 角川ホラー文庫）
- 完全・犯罪（2010年9月 東京創元社 / 2012年7月 創元推理文庫）
  - 完全・犯罪：『ミステリーズ！』vol.39 FEBRUARY 2010
  - ロイス殺し：『密室と奇蹟 J・D・カー生誕百周年記念アンソロジー』
  - 双生児：『ミステリーズ！』vol.35 JUNE 2009
  - 隠れ鬼：『ミステリーズ！』vol.37 OCTOBER 2009
  - ドッキリチューブ：書き下ろし
- 人造救世主 ギニー・ピッグス（2011年2月 角川ホラー文庫）
- 天獄と地国（2011年4月 ハヤカワ文庫JA）
  - 天獄と地国：『S-Fマガジン』1999年5月号
  - 頭上の大地、眼下の星海：『S-Fマガジン』2006年8月号
  - 巨神覚醒す：『S-Fマガジン』2008年11月号
  - 巨神たち：『S-Fマガジン』2009年2月号
  - ワイバーン：『S-Fマガジン』2009年5月号
  - エクトプラズム：『S-Fマガジン』2009年8月号
  - カルラ：『S-Fマガジン』2009年11月号
  - シャヘラザード：『S-Fマガジン』2010年3月号
  - ナタ：『S-Fマガジン』2010年6月号
  - アルゴスの目：『S-Fマガジン』2010年9月号
  - コクーン：『S-Fマガジン』2010年11月号
  - 大攻撃：『S-Fマガジン』2011年2月号
- 人造救世主 アドルフ・クローン（2011年9月 角川ホラー文庫）
- 惨劇アルバム（2012年5月 光文社文庫）
- 見晴らしのいい密室（2013年3月 ハヤカワ文庫JA）
  - 超限探偵Σ：『SFバカ本 天然パラダイス篇』
  - 目を擦る女：『小説すばる』1999年12月号
  - 探偵助手：『数学セミナー』2009年4月号
  - 忘却の侵略：『NOVA1 書き下ろし日本SFコレクション』
  - 未公開実験：『目を擦る女』
  - 囚人の両刀論法：『S-Fマガジン』2010年2月号
  - 予め決定されている明日：『S-Fマガジン』2001年8月号
- アリス殺し（2013年9月 創元クライム・クラブ / 2019年4月 創元推理文庫）
- 百舌鳥魔先生のアトリエ（2014年1月 角川ホラー文庫）
  - ショグゴス：『Fの肖像―フランケンシュタインの幻想たち 異形コレクション』
  - 首なし：書き下ろし
  - 兆：『絆』
  - 朱雀の池：『京都宵 異形コレクション』
  - 密やかな趣味：書き下ろし
  - 試作品三号：『未来妖怪 異形コレクション』
  - 百舌鳥魔先生のアトリエ：『逆想コンチェルト 奏の2 イラスト先行・競作小説アンソロジー Inspired by Yoshimi Moriyama's Illustrations』
- 幸せスイッチ（2015年4月 光文社文庫）
  - 怨霊：書き下ろし
  - 勝ち組人生：書き下ろし
  - どっちが大事：書き下ろし
  - 診断：書き下ろし
  - 幸せスイッチ：書き下ろし
  - 哲学的ゾンビもしくはある青年の物語：書き下ろし
- 記憶破断者（2015年8月 幻冬舎）：書き下ろし
  - 【改題】殺人鬼にまつわる備忘録（2018年10月 幻冬舎文庫）
- 世界城（2015年12月 日経文芸文庫）：冒頭部分は『生本 ―NAMABON―』2002年11月号 - 2003年8月号に加筆修正
- 安楽探偵（2016年2月 光文社文庫）
  - アイドルストーカー：Web光文社文庫 2015年8、9月
  - 消去法：Web光文社文庫 2015年9、10月
  - ダイエット：Web光文社文庫 2015年10、11月
  - 食材：Web光文社文庫 2015年12月
  - 命の軽さ：書き下ろし
  - モリアーティー：書き下ろし
- 失われた過去と未来の犯罪（2016年5月 KADOKAWA / 2019年8月 角川文庫）：『文芸カドカワ』2015年7月号 - 2016年4月号
- クララ殺し（2016年6月 創元クライム・クラブ / 2020年2月 創元推理文庫）：『ミステリーズ！』vol.71 JUNE 2015 - vol.76 APRIL 2016
- ウルトラマンF（2016年7月 早川書房 / 2018年10月 ハヤカワ文庫JA）：『S-Fマガジン』2015年12月号 - 2016年6月号
- 因業探偵 新藤礼都の事件簿（2017年6月 光文社文庫）
  - プロローグ：書き下ろし
  - 保育補助：Web光文社文庫 2016年11、12月
  - 剪定：Web光文社文庫 2016年12、2017年1月
  - 散歩代行：Web光文社文庫 2017年1、2月
  - 家庭教師：Web光文社文庫 2017年2月、3月
  - パチプロ：書き下ろし
  - 後妻：書き下ろし
- わざわざゾンビを殺す人間なんていない。（2017年6月 一迅社 / 2021年7月 二見ホラー×ミステリ文庫）
- ドロシイ殺し（2018年4月 創元クライム・クラブ / 2021年6月 創元推理文庫）：『ミステリーズ！』vol.81 FEBRUARY 2017 - vol.86 DECEMBER 2017
- パラレルワールド（2018年7月 KADOKAWA / 2019年9月 ハルキ文庫）：Webランティエ 2017年6月 - 11月
  - お父さんとお母さんとヒロ君：Kizuna:Fiction for Japan (a charity anthology)（2011年9月）
- 因業探偵リターンズ 新藤礼都の冒険（2018年12月 光文社文庫）
  - ユーチューバー：Web光文社文庫 2018年2、3月
  - メイド喫茶店員：Web光文社文庫 2018年3、4月
  - マルチ商法会員：Web光文社文庫 2018年4、5月
  - ナンパ教室講師：書き下ろし
  - 鶯嬢：書き下ろし
  - 探偵補佐：書き下ろし
- 人外サーカス（2018年12月 KADOKAWA / 2021年1月 角川ホラー文庫）：『文芸カドカワ』2018年2月号 - 9月号
- C市からの呼び声（2018年12月 創土社）
  - C市に続く道：書き下ろし
  - C市：『秘神界 ―現代編―』（2002年9月 創元推理文庫）
- 神獣の都 京都四神異譚録（2019年6月 新潮文庫nex）：書き下ろし
- 代表取締役アイドル（2020年6月 文藝春秋 / 2022年9月 文春文庫）：『別冊文藝春秋』2017年11月号 - 2018年5月号
- 杜子春の失敗 名作万華鏡 芥川龍之介篇（2020年6月 光文社文庫）
  - 杜子春の失敗：光文社文庫サイトYomeba! 2019年10月 - 11月
  - 蜘蛛の糸の崩壊：光文社文庫サイトYomeba! 2019年11月 - 12月
  - 河童の攪乱：光文社文庫サイトYomeba! 2020年1月 - 2月
  - 白の恐怖：書き下ろし
- ティンカー・ベル殺し（2020年6月 創元クライム・クラブ / 2022年10月 創元推理文庫）：『ミステリーズ！』vol.94 APRIL 2019 - vol.99 FEBRUARY 2020
- 未来からの脱出（2020年8月 KADOKAWA / 2022年7月 角川ホラー文庫）：『カドブンノベル』2019年11月号 - 2020年6月号
- 逡巡の二十秒と悔恨の二十年（2021年10月 角川ホラー文庫）
  - 玩具：『こんなのはじめて』
  - 逡巡の二十秒と悔恨の二十年：『二十の悪夢 角川ホラー文庫創刊20周年記念アンソロジー』
  - 侵略の時：『ホラー短編傑作選 兇〈惨〉』
  - イチゴンさん：『小説新潮』2015年8月号
  - 草食の楽園：『SF JACK』
  - メリイさん：『ジャーロ』No.58 2016 AUTUMN-WINTER
  - 流れの果て：『アレ！』2011年10月号
  - 食用人：『小説新潮』2015年11月号
  - 吹雪の朝：『毒殺協奏曲』
  - サロゲート・マザー：『NOVA9 書き下ろし日本SFコレクション』
- 時空争奪 小林泰三SF傑作選（2024年4月 創元SF文庫）
  - 予め決定されている明日
  - 空からの風が止む時
  - C市
  - 時空争奪
  - 完全・犯罪
  - クラリッサ殺し：『NOVA 2019年春号』

### アンソロジー
「」内が小林泰三の作品
- 絆（1996年8月 カドカワノベルズ）「兆」（『百舌鳥魔先生のアトリエ』収録）
  - 【改題】 ゆがんだ闇（1998年4月 角川ホラー文庫）
- 現代の小説 1998（1998年5月 徳間書店）「時計の中のレンズ」（『海を見る人』収録）
- 舌づけ（1998年7月 祥伝社 ノン・ポシェット）「影の国」（『脳髄工場』収録）
- 屍者の行進 異形コレクション（1998年9月 廣済堂文庫）「ジャンク」（『肉食屋敷』収録）
- 十の恐怖（1999年3月 角川書店 / 2002年1月 角川ホラー文庫）「十番星」（『臓物大展覧会』収録）
- ザ・ベストミステリーズ1999 推理小説年鑑（1999年6月 講談社）「獣の記憶」（『肉食屋敷』収録）
  - 【改題・分冊】密室＋アリバイ＝真犯人 ミステリー傑作選40（2002年2月 講談社文庫）
- 密室＋アリバイ＝真犯人 ミステリー傑作選40（2000年2月 講談社文庫）「獣の記憶」（『肉食屋敷』収録）
- 憑き者（2000年3月 メディアワークス A-NOVELS）「家に棲むもの」（『家に棲むもの』収録）
- 血の12幻想（2000年4月 エニックス / 2002年4月 講談社文庫）「タルトはいかが？」（『脳髄工場』収録）
- ゆきどまり（2000年7月 祥伝社文庫）「友達」（『脳髄工場』収録）
- NOVEL21 少女の空間（2001年2月 徳間デュアル文庫）「独裁者の掟」（『海を見る人』収録）
- 夢魔 異形コレクション（2001年6月 光文社文庫）「脳喰い」（『目を擦る女』収録）
- 玩具館 異形コレクション（2001年9月 光文社文庫）「綺麗な子」（『脳髄工場』収録）
- SFバカ本 天然パラダイス篇（2001年11月 メディアファクトリー）「超限界探偵Σ」（『目を擦る女』、『見晴らしのいい密室』収録）
- 蚊―か―コレクション（2002年2月 電撃文庫）「刻印」（『目を擦る女』収録）
- ミステリ・アンソロジーII 殺人鬼の放課後（2002年2月 角川スニーカー文庫）「攫われて」（『臓物大展覧会』収録）
- 秘神界 ―現代編―（2002年9月 創元推理文庫）「C市」（『脳髄工場』収録）
- 教室 異形コレクション（2003年9月 光文社文庫）「あの日」（『天体の回転について』収録）
- 青に捧げる悪夢（2005年3月 角川書店 / 2013年2月 角川文庫）「攫われて」（『臓物大展覧会』収録）
- 稲生モノノケ大全 陽之巻（2005年5月 毎日新聞社）「SRP」（『臓物大展覧会』収録）
- 本格ミステリ05 2005年本格短編ベスト・セレクション（2005年6月 講談社ノベルズ）「大きな森の小さな密室」（『大きな森の小さな密室』収録）
  - 【改題】大きな棺の小さな鍵 本格短編ベスト・セレクション（2009年1月 講談社文庫）
- あなたが名探偵（2005年8月 東京創元社 / 2007年4月 創元推理文庫）「大きな森の小さな密室」（『大きな森の小さな密室』収録）
- クリスピー物語（2006年4月 ネスレ文庫プロジェクト）「少女、あるいは自動人形」（『臓物大展覧会』収録）
- 密室と奇蹟 J・D・カー生誕百周年記念アンソロジー（2006年11月 東京創元社 / 2020年8月 創元推理文庫）「ロイス殺し」（『完全・犯罪』収録）
- 心霊理論 異形コレクション（2007年8月 光文社文庫）「ホロ」（『臓物大展覧会』収録）
- 未来妖怪 異形コレクション（2008年7月 光文社文庫）「試作品三号」（『百舌鳥魔先生のアトリエ』収録）
- 京都宵 異形コレクション（2008年9月 光文社文庫）「朱雀の池」（『百舌鳥魔先生のアトリエ』収録）
- 本格ミステリ09 2009年本格短編ベスト・セレクション（2009年6月 講談社ノベルズ）「路上に放置されたパン屑の研究」（『大きな森の小さな密室』収録）
  - 【改題】空飛ぶモルグ街の研究 本格短編ベスト・セレクション（2013年1月 講談社文庫）
- 年刊日本SF傑作選 超弦領域（2009年6月 創元SF文庫）「時空争奪」（『天体の回転について』収録）
- NOVA1 書き下ろし日本SFコレクション（2009年12月 河出文庫）「忘却の侵略」（『見晴らしのいい密室』収録）
- 逆想コンチェルト 奏の2 イラスト先行・競作小説アンソロジー Inspired by Yoshimi Moriyama's Illustrations（2010年8月 徳間書店）「百舌鳥魔先生のアトリエ」（『百舌鳥魔先生のアトリエ』収録）
- Fの肖像―フランケンシュタインの幻想たち 異形コレクション（2010年9月 光文社文庫）「ショグゴス」（『百舌鳥魔先生のアトリエ』収録）
- 逃げゆく物語の話 ゼロ年代日本SFベスト集成〈F〉（2010年10月 創元SF文庫）「予め決定されている明日」（『目を擦る女』、『見晴らしのいい密室』収録）
- 不思議の扉 ありえない恋（2011年2月 角川文庫）「海を見る人」（『海を見る人』収録）
- 空飛ぶモルグ街の研究 本格短編ベスト・セレクション（2013年1月 講談社ノベルズ）「路上に放置されたパン屑の研究」（『大きな森の小さな密室』収録）
- NOVA9 書き下ろし日本SFコレクション（2013年1月 河出文庫）「サロゲート・マザー」（『逡巡の二十秒と悔恨の二十年』収録）
- SF JACK（2013年2月 角川書店 / 2016年2月 角川文庫）「草食の楽園」（『逡巡の二十秒と悔恨の二十年』収録）
- 教えて下さい、あなただけが知ってる「怖い話」 〜upppiホラー小説コンテスト優秀作品集〜（2013年3月 キリック【電子書籍】）「掌の上の宇宙」
- ホラー短編傑作選 兇〈惨〉（2013年3月 キリック【電子書籍】）「侵略の時」（『逡巡の二十秒と悔恨の二十年』収録）
- 日本SF短編50 IV 日本SF作家クラブ創立50周年記念アンソロジー（2013年8月 ハヤカワ文庫JA）「海を見る人」（『海を見る人』収録）
- SF宝石（2013年8月 光文社）「シミュレーション仮説」
- 二十の悪夢 角川ホラー文庫創刊20周年記念アンソロジー（2013年10月 角川ホラー文庫）「逡巡の二十秒と悔恨の二十年」（『逡巡の二十秒と悔恨の二十年』収録）
- 超時間の闇（2013年11月 創土社 クトゥルー・ミュトス・ファイルズ）「大いなる種族」
- ［ガラシャ物語3］花も花なれ、人も人なれ（2014年4月 京都フラワーツーリズム【電子書籍】）「花も花なれ、人も人なれ」
- ガラシャ物語全集（2014年4月 京都フラワーツーリズム【電子書籍】）「花も花なれ、人も人なれ」
- 多々良島ふたたび ウルトラ怪獣アンソロジー（2015年7月 早川書房）「マウンテンピーナッツ」
- こんなのはじめて（2016年2月 興奮社 マッパノベルズ【同人誌】）「玩具」 （『逡巡の二十秒と悔恨の二十年』収録）
- みんなの怪盗ルパン（2016年3月 ポプラ社）「最初の角逐」
- 毒殺協奏曲（2016年6月 原書房 / 2019年1月 PHP文芸文庫）「吹雪の朝」（『逡巡の二十秒と悔恨の二十年』収録）
- 彼方からの幻影（2016年7月 創土社）「此方より」
- 関西魂 〜五の祭り〜（2016年9月 関西魂出版【同人誌】）「漢」
- OUT TO LAUNCH（2016年11月 興奮社【同人誌】）「易者」
- 年刊日本SF傑作選 行き先は特異点（2017年7月 東京創元社）「玩具」（『逡巡の二十秒と悔恨の二十年』収録）
- 大沢在昌 選 スペシャル・ブレンド・ミステリー 謎010（2017年9月 講談社文庫）「獣の記憶」（『肉食屋敷』収録）
- だから見るなといったのに 九つの奇妙な物語（2018年8月 新潮文庫）「自分霊」
- revisions 時間SFアンソロジー（2018年12月 ハヤカワ文庫JA）「時空争奪」（『天体の回転について』収録）
- NOVA 2019年春号（2018年12月 河出文庫）「クラリッサ殺し」
- 恐怖 角川ホラー文庫ベストセレクション（2021年9月 角川ホラー文庫）「人獣細工」（『人獣細工』収録）
- 日本ホラー小説大賞《短編賞》集成1（2023年11月 角川ホラー文庫）「玩具修理者」（『玩具修理者』収録）
- 七つのカップ 現代ホラー小説傑作集（2023年12月 角川ホラー文庫）「お祖父ちゃんの絵」（『家に棲むもの』収録）

### その他単行本未収録作品
- 変身（『YOU&I SANYO』1998年3月号）
- 作家誕生（『YOU&I SANYO』1998年5月号）
- 環境裁判（『YOU&I SANYO』1998年7月号）
- 漂流者（『YOU&I SANYO』1998年9月号）
- きらきらした小路（『S-Fマガジン』2002年7月号 / 『S-Fマガジン』2021年4月号〈再録〉）
- 虹色の高速道路（『S-Fマガジン』2003年4月号 / 『S-Fマガジン』2021年4月号〈再録〉）
- 単純な形（『S-Fマガジン』2003年6月号 / 『S-Fマガジン』2021年4月号〈再録〉）
- 量子密室（『小説新潮』2013年8月号）
- 二人を繋ぐ夢（『小説新潮』2014年1月号）
- 愛玩（『小説新潮』2015年3月号）
- 強いAI（『人工知能』2016年11月号）
- 名作万華鏡 太宰治篇（光文社文庫サイトYomeba! 2020年6月 - ）
  - 古典風の怪奇
  - メロスの疑念
- 籠城（光文社文庫サイトYomeba! 2020年7月）
- 時の旅（『S-Fマガジン』2021年4月号）

### ゲームシナリオ
- 真かまいたちの夜 11人目の訪問者（2011年12月 チュンソフト）

## メディア・ミックス

### 映画
- 玩具修理者（2002年1月1日公開、監督：はくぶん、主演：田中麗奈）
- ラブサイコ 狂惑のホラー（2006年7月15日公開、監督：安達正軌、主演：近藤公園、原作：「食性」）[14]
- ラブサイコ 妖赤のホラー（2006年7月15日公開、監督：岡島久宜、主演：伊藤裕子、原作：「家に棲むもの」）

### テレビドラマ
- 影の国（2003年3月24日、フジテレビ系列「世にも奇妙な物語 春の特別編」で放送、主演：桜井幸子、大杉漣）
- ドッキリチューブ（2011年5月14日、フジテレビ系列「世にも奇妙な物語 21世紀 21年目の特別編」で放送、主演：坂口憲二）[15]

### 漫画
- 玩具修理者（漫画：MEIMU、1998年11月 角川コミックス）
  - 収録作品：玩具修理者 / 人獣細工 / 吸血狩り / 兆 / 本

### 舞台
- 玩具修理者（アジマリカム 2002年10月初演）